# Гудима Андрій Дмитрович
А́ндрій Дми́трович Гуди́ма (*19 липня 1937, Слобода-Носковецька) — український поет, кандидат сільськогосподарських наук, доцент Білоцерківського державного аграрного університету.
Член Національної спілки письменників України (з 1977).

## Біографія
Народився 19 липня 1937 р. в с. Слобода-Носковецька Жмеринського району Вінницької області.
Закінчив Білоцерківський сільськогосподарський інститут і аспірантуру.
Автор збірок лірики «Брость», «Жниво», «Жайворонкова пора», «Позиція серця», «Роди земля», «Обличчя любові»; збірки історичних поем «Дзвони над Россю», романів у віршах «Устим Кармалюк», «Северин Наливайко», «Клекотіли орли», «На вівтар волі», «Сповідь Мазепи», прозових романів «Чуже весілля», «Поклонитися любові», «Кара без вини», «Лихо не спить», дилогії «Під знаком біди», «Хресна дорога»; вибрані твори у 2-х та 4-х томах; збірки нарисів «Торкнутись розумом до істини» та ескізів до літературного портрета В. Міняйла «Від ясних зір до квіту папороті».

## Відзнаки
Нагороджений орденом «За заслуги» 3-го ступеня, медалями.

Лауреат Вінницької літературної премії імені М. Трублаїні, премії імені Михайла Коцюбинського (1994), літературно-мистецької премії імені І. Нечуя-Левицького, Всеукраїнської літературно-мистецької премії імені Євгена Гуцала (2018), літературної премії ім. В. Забаштанського (2024) та ін.
Почесний громадянин Білої Церкви.